# Getting Any?
Pour plus de détails, voir Fiche technique et Distribution.
Getting Any? est un film japonais réalisé par Takeshi Kitano, sorti en 1995.

## Synopsis
Asao n'a qu'une idée en tête : « en chopper une  (getting any) ». Le film retrace le parcours d'un homme qui cherche tous les moyens possibles pour s'attirer les faveurs des femmes. Tour à tour, il essayera la possession d'un coupé, un vol en première classe, deviendra yakusa, chercheur de trésor, acteur, pour finir cobaye d'une expérience pour devenir invisible. Atteindra-t-il son but ?

## Fiche technique
- Titre : Getting Any?
- Titre original : Minnâ-yatteruka! (みんな　やってるか！)
- Réalisation : Takeshi Kitano
- Scénario : Takeshi Kitano
- Production :
- Photographie :
- Montage :
- Musique : Hidehiko Koike
- Pays d'origine : Japon
- Langue : japonais
- Format : Couleurs - 1,85:1 - Stéréo - 35 mm
- Genre : Comédie
- Durée : 108 minutes
- Dates de sortie :  11 février 1995 (Japon), 15 août 2001 (France)

## Distribution
- Iizuka Minoru : Asao
- Susumu Terajima : un yakusa
- Takeshi Kitano : le professeur
- Ren Osugi : Le yakusa au revolver

## Autour du film
- Nombreuses références à d'autres films et séries TV : La Marque du tueur, Ghostbusters, La Mouche, Godzilla contre Mothra, Zatoichi, Baby Cart, Ultraman
- Ce film est le plus comique de Kitano et le plus proche de son humour potache en tant que comique de cabaret, "Beat Takeshi". Interviewé en 2003 avant la sortie de Zatoichi, il a confessé que ce film était l'un de ses trois préférés parmi les dix qu'il avait réalisés.[réf. souhaitée].